# Белоусово
Белоусово (рус. Белоусово) град је у Русији у Калушкој области. Према попису становништва из 2010. у граду је живело 8827 становника.

## Становништво
| 1970. | 1979. | 1989.  | 2002. | 2010. |
| ----- | ----- | ------ | ----- | ----- |
| 5.990 | 7.319 | 11.886 | 8.515 | 8.827 |